# معاداة السامية في فرنسا
معاداة السامية في فرنسا هي التعبير من خلال الكلمات أو الأفعال عن أيديولوجية كراهية اليهود على الأراضي الفرنسية.
كان اليهود حاضرين في بلاد الغال الرومانية، لكن المعلومات المتاحة قبل القرن الرابع غير كافية. عندما أصبحت الإمبراطورية الرومانية مسيحية، بدأ فرض القيود على اليهود وهاجر الكثير منهم، واتجه بعضهم إلى بلاد الغال. وفي العصور الوسطى، كانت فرنسا مركزًا لتعليم اليهود، ولكن بمرور الوقت، ازداد الاضطهاد، إذ طُرد اليهود من موطنهم وعادوا إليه عدة مرات. من ناحية أخرى، خلال الثورة الفرنسية في أواخر القرن الثامن عشر، كانت فرنسا أول دولة في أوروبا تحرر سكانها اليهود. تصاعدت معاداة السامية وانخفضت عدة مرات في تاريخ فرنسا، حيث بلغت ذروتها في تسعينيات القرن الثامن عشر كما هو واضح في قضية درايفوس، وفي أربعينيات القرن العشرين في ظل الاحتلال النازي الألماني وفرنسا الفيشية.
خلال الحرب العالمية الثانية، تعاونت حكومة فيشي مع المحتلين النازيين لترحيل عدد كبير من اليهود الفرنسيين واللاجئين اليهود الأجانب إلى معسكرات الاعتقال. وعاش 110 ألاف يهودي فرنسي آخرين في مستعمرة الجزائر الفرنسية. وبحلول نهاية الحرب، قُتل 25٪ من السكان اليهود في فرنسا في الهولوكوست، على الرغم من أن هذه النسبة كانت أقل من معظم البلدان الأخرى تحت الاحتلال النازي. منذ عام 2000، أدى الارتفاع الحاد في الاعتداءات على الأشخاص والممتلكات إلى نقاش حول «معاداة السامية الجديدة»، إذ لم يعد الكثير من اليهود يشعرون بالأمان في فرنسا. ومنذ عام 2010 تقريبًا، انتقل المزيد من اليهود الفرنسيين إلى إسرائيل ردًا على تصاعد معاداة السامية في فرنسا.

## الفترة المبكرة

### بلاد الغال الرومانية
من غير المحدد متى بدأ الوجود اليهودي في بلاد الغال الرومانية. وقد كان الجزء الجنوبي من فرنسا تحت حكم الإمبراطورية الرومانية منذ عام 122 قبل الميلاد. انتشر اليهود بعد تدمير الهيكل الثاني في عام 70 للميلاد، وزاد الأمر بعد ثورة بار كوخبا وتدمير القدس. غادر معظمهم نحو روما، حيث حصلوا على الحماية من قبل يوليوس قيصر، ولاحقًا من قبل أغسطس. ثم انتشروا إلى أطراف الإمبراطورية. كانت بلاد الغال وجهة نفي للسياسيين الرومان المستبعدين، وبما أن بعض سكان يهودا أجبروا على ترك أراضيهم، فمن المحتمل أن الأمر انتهى ببعضهم هناك أيضًا.
ومع ذلك، لم يكن هناك توثيق أكيد لوجود اليهود في بلاد الغال حتى القرن الرابع. ولم يكن جميعهم من فلسطين، فبعضهم اعتنق اليهودية على يد اليهود في الشتات. وعندما أصبحت الإمبراطورية الرومانية مسيحية مع الاعتراف بالمسيحية عام 313 واعتناق قسطنطين لها، بدأت القيود على اليهود وزاد الضغط عليهم للهجرة، وخاصة إلى بلاد الغال التي كانت المسيحية فيها أقل انتشارًا. كان عدد المهاجرين صغيرًا، واستقروا في الغالب على طول الساحل، مثل نربونة ومارسيليا، وأيضًا في وديان الأنهار والمجتمعات المجاورة، وامتد انتشارهم حتى كليرمون فيران وبواتييه.
كان لليهود في بلاد الغال حقوق محددة، مستمدة من المرسوم الأنطوني، الذي أصدره الإمبراطور الروماني كاراكلا عام 212 لجميع سكان الإمبراطورية، وشملت الحقوق حرية العبادة، والقدرة على تقلد المناصب العامة، والخدمة في الجيش. مارس اليهود كل أنواع التجارة، ولم يكونوا مختلفين عن المواطنين الرومان الآخرين، وكانوا يرتدون ملابس الرومان ويتحدثون نفس اللغة. وحتى في الكنيس لم تكن اللغة العبرية هي اللغة الوحيدة المستخدمة. وكانت العلاقات جيدة نسبيًا.
مع محدودية المعلومات إلا أن هناك أدلة، يعود بعضها إلى القرن الأول، على انتشار جغرافي للسكن في متز، وبواتييه، وأفينيون. وبحلول القرن الخامس، تظهر أدلة على وجود مستوطنات في بريتاني وأورليان ونربونة وأماكن أخرى.

### سلالة الميروفنجيين
بعد سقوط روما، حكم الميروفنجيون فرنسا من القرن الخامس حتى القرن الثامن، وأرسل الإمبراطوران ثيودوسيوس الثاني وفالنتينيان الثالث مرسومًا إلى أماتيوس، حاكم بلاد الغال (9 يوليو 425)، يحظر على اليهود والوثنيين ممارسة القانون أو تقلد المناصب العامة. وكان هذا بهدف منع المسيحيين من الخضوع لهم وربما تحريضهم على تغيير عقيدتهم.
اعتنق كلوفيس الأول الكاثوليكية في عام 496، إلى جانب غالبية السكان الذين مارسوا ضغوطًا على اليهود لاعتناقها أيضًا. عرض الأساقفة في بعض المناطق على اليهود في نطاق اختصاصهم الاختيار بين المعمودية والطرد. في القرن السادس، جرى توثيق وجود لليهود في مارسيليا، وآرل، وأوزيس، ونربونة، وكليرمون فيران، وأورليان، وباريس، وبوردو.
جعل تحول القوط الغربيين والفرنجة إلى المسيحية من وضع اليهود أمرًا صعبًا: فقد أدى تعاقب المجالس المسكونية إلى تقليص حقوقهم، إلى أن أجبرهم داجوبيرت الأول على التحول إلى المسيحية أو مغادرة فرنسا في عام 633. وخلال سينودوس (ملتقى فكري) إلفيرا (305)، وفان (465)، والمجالس الثلاثة لأورليان (533، 538، 541)، ومجلس كليرمون (535)، منعت الكنيسة اليهود من تناول وجبات الطعام مع المسيحيين، والزواج المختلط، وحظر الاحتفال بالشبات بهدف الحد من تأثير اليهودية على السكان.

## العصور الوسطى

### الاضطهاد تحت حكم أسرة كابيه
كان هناك اضطهاد واسع النطاق لليهود في فرنسا منذ العام 1007. وحرض روبرت الثاني (972-1031)، ملك فرنسا (987-1031)، على هذا الاضطهاد المسمى «ورعًا» في منشور عبراني، ويقول هذا المنشور أيضًا إن ملك فرنسا تآمر مع أتباعه لتدمير كل اليهود الذين لم يقبلوا المعمودية في أراضيهم، وقُتل الكثيرون أو قتلوا أنفسهم. كان روبرت السبب في الدعوة إلى التحويل القسري لليهود المحليين إلى المسيحية، بالإضافة إلى عنف الجموع ضد اليهود الذين رفضوا التحول. وكان من بين القتلى الحاخام الأكبر. ويشتهر روبرت الورع بافتقاره إلى التسامح الديني والكراهية التي يحملها تجاه الزنادقة؛ كان روبرت هو الذي أعاد التقليد الإمبراطوري الروماني المتمثل في حرق الزنادقة على الأوتاد. وفي نورماندي تحت حكم ريتشارد الثاني، دوق نورماندي، عانى يهود مدينة روان من اضطهادات مروعة لدرجة أن العديد من النساء قفزن في النهر وهربن من غضب العامة. ومن أعيان المدينة يعقوب ب. جيكوثيل وهو عالم تلمودي، سعى للتوسط مع البابا يوحنا الثامن عشر لوقف الاضطهاد في لورين (1007). وذهب يعقوب إلى روما، ولكنه سجن مع زوجته وأبنائه الأربعة على يد الدوق ريتشارد، ولم يفلت من الموت إلا بطريقة يُزعم أنها معجزة. ذهبت الزوجة وثلاثة أبناء متبقين إلى روما. ورشى البابا بسبع ماركات ذهبية ومئتي جنيه، ثم أرسل مبعوثًا خاصًا إلى الملك روبرت يأمره بوقف الاضطهاد.